# Ögedeï
Ögedeï (mongol bičig : ᠣᠭᠡᠳᠡᠢ
ᠬᠠᠭᠠᠨ, translittération : Ögedei qaγan, mongol cyrillique : Өгэдэй хаан, translittération : Ögedeï Khaan : « généreux »), parfois retranscrit en Ögödei, né vers 1186, mort le 11 décembre 1241, fils de Gengis Khan (mort en 1227), est le deuxième khagan des Mongols, de 1227 à 1241.
Il est le frère de Djötchi, Djaghataï et Tolui.

## Biographie

### Famille et premières conquêtes

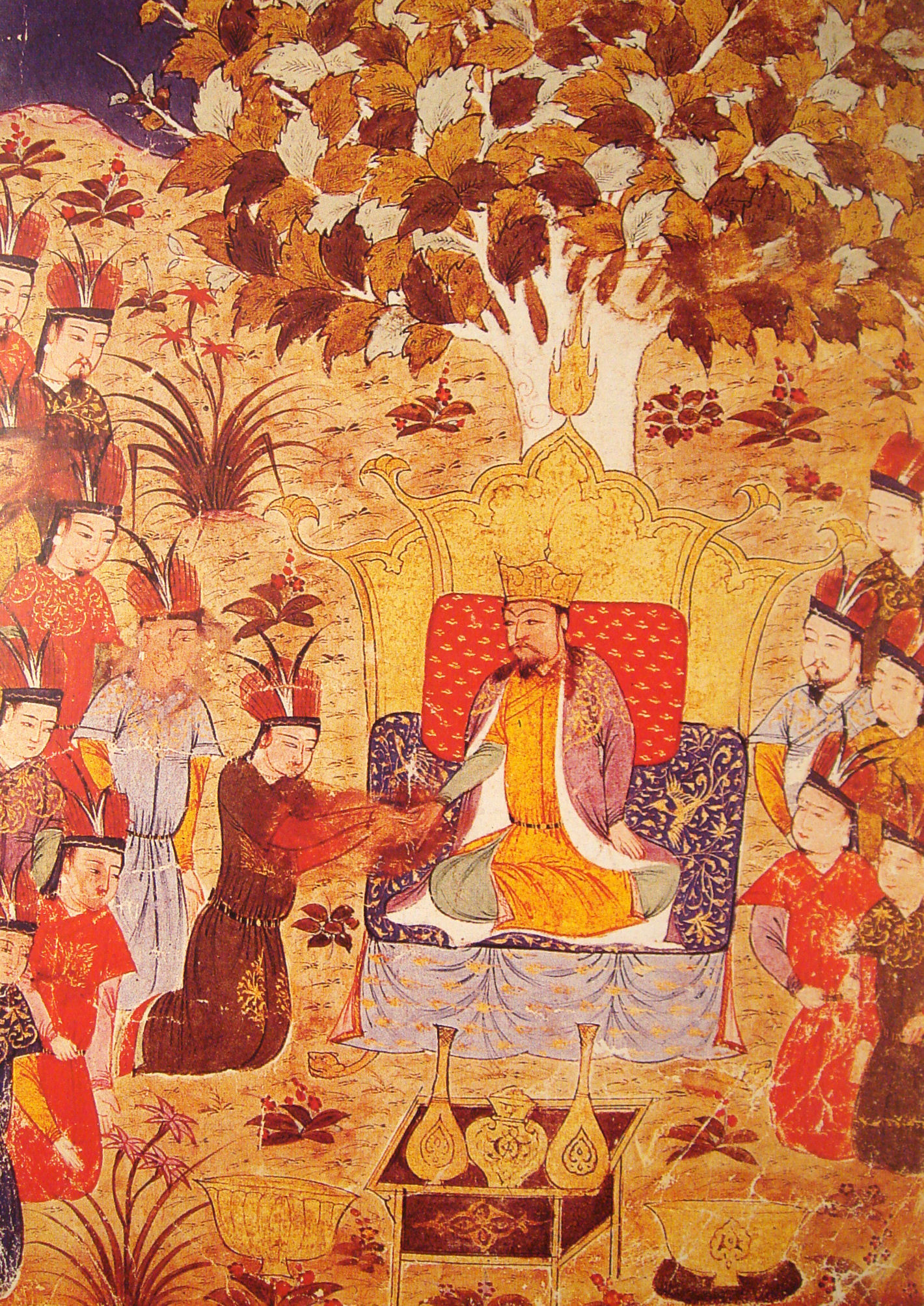
Couronnement d'ögedei

Ögedeï est le troisième fils de Gengis Khan et de son épouse principale, la khatan, Börte.
En 1211, il participe notamment aux premières campagnes de l'invasion mongole en Chine aux côtés de ses frères. En 1213, il dirige l'aile occidentale contre les Khitans. En 1218-1219, il participe à l'invasion mongole de l'Empire khwarezmien. Son père lui ordonne de diriger l'armée durant la capture et le sac de plusieurs villes, dont Otrar.
En 1224, Gengis Khan effectue une réforme administrative qui scinde l'empire en plusieurs Ulus (région administrative) et nomme ses fils à leur tête.

### Accession
Après le décès de Gengis Khan en août 1227, un qurultay se tient afin de nommer son successeur. Les tribus de la steppe mongole n'ont pas de système de succession fixe, mais ont souvent recours à une forme d'ultimogéniture (succession du plus jeune fils) en ce qui concerne les biens, car le plus jeune aurait moins eu l'occasion d'en acquérir. Ainsi, le plus jeune des fils de Gengis Khan, Tolui, assure l'interrègne durant la procédure de succession. Durant le qurultay, les différents prétendants sont étudiés. Le premier fils de Gengis Khan, Djötchi, est mort en février 1227 quelques mois avant son père et sa lignée est écartée à cause d'une légitimité douteuse car personne n'a la certitude que Djötchi était bien le fils biologique de Gengis Khan. Le deuxième fils, Djaghataï, est considéré trop impulsif. Tolui, quant à lui, est formellement désigné pour la gestion des biens de Gengis Khan. Ögedeï est le choix favorisé de son vivant par Gengis Khan et est effectivement approuvé lors du qurultay. En 1229, il est proclamé Khagan de l'Empire mongol.
Jusqu'alors dirigé par un Khan, Ögödei décide de prendre le nom de Khagan (Grand Khan) afin de diriger l'Empire mongol. L'instauration de ce titre, à une époque où Ögödei prépare le coup final contre la dynastie Jin, l'érige à un rang comparable à celui du Huángdì de Chine ou de celui de roi des rois répandu depuis l'Antiquité dans la région eurasienne.

### Règne

#### Conquêtes militaires
Durant son règne, Ögödei laisse les différents chefs militaires de l'armée mongole diriger leurs propres campagnes militaires et étendre l'Empire. Durant les premières années 1230, plusieurs conquêtes se déroulent parallèlement.
En 1230, l'invasion mongole de la Corée reprend sur ordre d'Ögödei et parvient à soumettre les Goryeo en 1231. En parallèle, à l'ouest de l'empire Mongol, les troupes achèvent le dernier foyer de résistance du Khwarezm en 1230 et assurent le contrôle des territoires capturés en Asie centrale.
En 1233, l'invasion mongole en Chine se poursuit. Les tumen (unité de 10.000 guerriers mongols) atteignent le Primorié et soumettent les Jürchen dans la partie orientale du territoire de la dynastie Jin. Après la capture de Chizhou, la dynastie Jin prend fin et les territoires intègrent l'Empire mongol. Les conquêtes se poursuivent ensuite vers le sud et mettent sous pression la dynastie Song qui accepte de verser un tribut de 200.000 lingots d'argent et 200.000 rouleaux de soie annuellement pour maintenir la paix.
En 1235, il réunit un nouveau qurultay afin de déterminer les objectifs des prochaines conquêtes. Il décide de poursuivre les conquêtes vers l'Europe depuis la steppe pontique. Dès 1236, les attaques dirigées par son neveu Batu se concentrent sur la région du Khanat bulgare de la Volga puis, en 1237, la conquête des steppes russes par l'armée mongole dirigée par Batu, son neveu, et la formation de la Horde d'or. Durant ces campagnes, Ögödei nomme également des chefs de guerre expérimentés à la tête d'armées, tel que Subötaï.
Les conquêtes perdurent avec la prise de Kiev en 1240, puis l'invasion de la Pologne et de la hongrie en 1241. Mais elles s'interrompent à la mort d'Ögödei en décembre 1241. 

#### Administration impériale
La stabilité de l'Empire mongol repose sur la capacité d'Ögödei à garantir des ressources et butins de guerre. Ata-Malik Juvaini évoque la propension du Khagan à distribuer de grandes quantité de richesses pour garantir son prestige et sa légitimité : « ceux qui se délectent de l'avarice perdent une part de leur intellect. Entre la terre et un trésor enfoui, il n'y a aucune différence : tous deux sont inutiles. [...] Nous devons garder nos trésors dans nos cœurs et donner ce que nous avons pour glorifier notre nom ».
Cette politique qui lui permet de préserver la fidélité des tribus a également pour conséquence de vider régulièrement le trésor impérial. Face à cela, Ögödai envisage de procéder au massacre des populations du Nord de la Chine afin d'exploiter les terres pour l'agriculture et l'élevage. Cependant, son conseiller Yelü Chucai l'en dissuade. Il le convainc de favoriser la perception des taxes sur les populations conquises : « Bien que vous ayez conquis l'Empire céleste à cheval, vous ne pouvez le gouverner à cheval ».
Ögödei place Yelü Chucai à la tête de la gestion des territoires chinois conquis qui suggère de s'appuyer sur d'anciens bureaucrates confucéens afin de profiter de leur expérience administrative. Ögödei accepte et approuve l'introduction d'un recensement en 1233 et 1234 afin de procéder à la taxation des populations. Toutefois, vers 1239, Ögödei revient à sa volonté d'étendre les territoires destinés à l'élevage et s'accapare une portion des territoires conquis du nord de la Chine à cet effet.
Afin d'améliorer l'administration des autres territoires conquis, il envoie des officiels (darugachi) accompagnés de scribes (bitikchi) pour prendre la charge de pouvoirs administratifs, militaires et judiciaires.
En 1235, il met en place un système de relais de poste efficace dans le vaste Empire mongol espacés chacun de 40 km les uns des autres. Ce système permet aux messagers de parcourir entre 350 et 400 km par jour grâce au changement des montures au sein des relais de poste.

#### Karakorum
En 1230, le camp militaire principal de l'Empire devient l'emplacement d'une nouvelle ville, Karakorum, fondée sous l'impulsion d'Ögödei. L'élite est contrainte d'assurer la construction des palais et résidences dans la ville, dont le palais impérial d'Ögödei, achevé en 1235. La ville prend une forme rectangulaire et se divise en plusieurs quartiers : aristocratique, impérial, artisanal, marchand. Elle est particulièrement teintée de multiculturalisme avec une importante tolérance religieuse.

### Mort et succession
Ögödei meurt le 11 décembre 1241 durant un duel de boissons. Sa mort interrompt l'avancée des armées mongoles en Europe. Une retraite est ordonnée et achevée en 1243. À cause du système tribal de succession, une période d'interrègne débute. Sa veuve Töregene assume la régence de 1241 à 1246, date de l'élection de leur fils Güyük, khagan de 1246 à 1248.
La veuve de Güyük, Oghul Qaïmich, assume la régence jusqu'au 1er juillet 1251, date à laquelle Berké réunit le qurultay et proclama Möngke (règne : 1251-1259) grand khan, à qui succède Kubilai (règne : 1260-1294), tous deux neveux d'Ögedeï. Les Ögödéides, dont le fief était centré sur la Mongolie, sont de ce fait totalement écartés du pouvoir.

## Postérité
Une des entreprises majeures du règne d'Ogödei est d'initier la rédaction d'un ouvrage qui compile l'histoire de l'Empire mongol. Ce premier texte met par écrit l'épopée de Gengis Khan, ses origines, sa mort et ce jusqu'aux premières années de règne d'Ogodei. Nous le connaissons aujourd'hui sous le nom d'Histoire secrète des Mongols et présente une synthèse des décrets et actes juridiques tels que le yassa. L'objectif de ce texte est dé légitimer la Lignée d'Or (nom donné à la maison des Bordjiguines). La première version est rédigée durant le règne d'Ogodei .

## Famille

### Épouses et descendance
Comme son père Gengis Khan, Ögedeï a plusieurs épouses et soixante concubines, dont Töregene. Parmi les autres épouses figurent Möge Khatun (ancienne concubine de Gengis Khan) et Jachin Khatun.
Épouses principales :
1. Boraqchin, ancienne épouse d'Ogedei
2. Töregene
  1. Güyük, le troisième grand khan des Mongols
  2. Godan Khan – le premier prince bouddhiste mongol
  3. Köchü (mort en 1237) – durant la campagne militaire en Chine Song
    1. Shiremün – désigné héritier par Ögedeï.
    2. Boladchi
    3. Söse

  4. Qarachar
    1. Totaq

  5. Qashi – mort sous le règne d'Ögedeï.
    1. Qaïdu (1235-1301)
3. Möge Khatun
4. Körügene

Concubines :
1. Ergene
  1. Khadan
2. Melig (ja) – élevé par le Danichmendides Hajib.